# Brice Feillu
Brice Feillu (Châteaudun, 26 juli 1985) is een Frans voormalig wielrenner die tot 2019 voor Arkéa-Samsic reed.
Feillu maakte in 2009 indruk door in zijn eerste Ronde van Frankrijk de zevende etappe, een bergrit, te winnen. Zijn oudere broer Romain was eveneens wielrenner, maar is in tegenstelling tot Brice een sprinter.

## Overwinningen
2006
3e etappe deel B Ronde van Picardië (ploegentijdrit)
2008
5e etappe Ronde van de Elzas
2009
7e etappe Ronde van Frankrijk
2010
Bergklassement Ruta del Sol

## Resultaten in voornaamste wedstrijden
| Jaar | Ronde van Italië | Ronde van Frankrijk | Ronde van Spanje |
| ---- | ---------------- | ------------------- | ---------------- |
| 2009 |                  | 23e (1)             |                  |
| 2010 |                  |                     |                  |
| 2011 | opgave           |                     |                  |
| 2012 |                  | 91e                 |                  |
| 2013 |                  | 104e                |                  |
| 2014 |                  | 16e                 |                  |
| 2015 |                  | 98e                 |                  |
| 2016 |                  | 70e                 |                  |
| 2017 |                  | 16e                 |                  |
| 2018 |                  |                     |                  |
| 2019 |                  |                     |                  |

| Jaar | Parijs-Roubaix | Luik-Bast.‑Luik | Ronde van Lombardije | Waalse Pijl | Parijs-Tours |  | Wereldranglijsten |
| ---- | -------------- | --------------- | -------------------- | ----------- | ------------ |  | ----------------- |
| 2009 | opgave         |                 |                      | 69e         | 123e         |  | 117e (UWK)        |
| 2010 |                | 77e             |                      | 28e         |              |  |                   |
| 2011 |                |                 |                      |             | opgave       |  |                   |
| 2012 |                |                 |                      |             |              |  |                   |
| 2013 |                |                 |                      |             |              |  |                   |
| 2014 | 48e            |                 |                      |             |              |  |                   |
| 2015 |                |                 |                      | 117e        |              |  |                   |
| 2016 |                | 133e            |                      | opgave      |              |  |                   |
| 2017 |                |                 |                      | 87e         | 102e         |  |                   |
| 2018 | 77e            |                 | opgave               |             | 44e          |  |                   |
| 2019 | opgave         |                 |                      |             | opgave       |  |                   |

## Ploegen
2008 –  Agritubel (stagiair vanaf 1 augustus)
2009 –  Agritubel
2010 –  Vacansoleil Pro Cycling Team
2011 –  Leopard Trek
2012 –  Saur-Sojasun
2013 –  Sojasun
2014 –  Bretagne-Séché Environnement
2015 –  Bretagne-Séché Environnement
2016 –  Fortuneo-Vital Concept
2017 –  Fortuneo-Oscaro 
2018 –  Fortuneo-Samsic
2019 –  Arkéa-Samsic
1. ↑  Tot juli heette de ploeg Fortuneo-Vital Concept, maar na het aantrekken van Oscaro als cosponsor werd de naam veranderd.